# 洪加威
洪加威（1936年—），男，江西永新人，中国计算机科学家，曾任中国数学会常务理事，第七届全国政协委员。